# Ollech & Wajs
Ollech & Wajs, w skrócie O&W – szwajcarski producent zegarków z siedzibą w Zurychu.

## Historia
W latach 50. Albert J. Wajs założył firmę będącą dostawcą bransolet do zegarków ze stali nierdzewnej. W 1956 roku współpracując z Josephem Ollechem, rozszerzył działalność o produkcję zegarków naręcznych. Zegarki były oferowane w sprzedaży wysyłkowej ze Szwajcarii poprzez ogłoszenia w czasopismach w Stanach Zjednoczonych i Wielkiej Brytanii.
Firma specjalizuje się w automatycznych i mechanicznych zegarkach wojskowych i nurkowych. W latach 60. sprzedawano je w bazach wojskowych USA. Zegarek wojskowy firmy M 65 cieszył się popularnością wśród żołnierzy amerykańskich. Era wojny w Wietnamie charakteryzowała się sprzedażą wszech czasów. Sprzęt wykupiony od Breitlinga został wykorzystany do produkcji zegarków w stylu chronometru Ollech & Wajs, zwanych "Aviation".
O&W ostatecznie zakończyło produkcję modeli na początku lat 80., choć biznes kontynuowano przez produkcję chronografów lotniczych. W latach 90. firma wznowiła działalność pod nazwą A.I. Wajs, a następnie O&W. Wprowadzono nowe modele, takie jak zegarek nurkowy M4 i chronograf Mirage Valjoux 7750.
W 2006 roku kolekcjoner O&W został dystrybutorem marki na rynek francuski, a w 2017 roku Albert J. Wajs przekazał mu firmę.